# Göschelsberg
Göschelsberg ist eine Ortschaft in der Gemeinde Deutsch-Griffen im Bezirk St. Veit an der Glan in Kärnten. Die Ortschaft hat 28 Einwohner (Stand 1. Jänner 2025).

## Lage
Göschelsberg liegt östlich und südöstlich des Gemeindehauptorts Deutsch Griffen.
Zur Ortschaft gehören im Bereich der als Göschelsberg bezeichneten Kuppe in etwa 1000 m Höhe die von Norden über Meisenberg auf unbefestigten Wegen erreichbaren Höfe Kruckenkeusche (Haus Nr. 1, in der ÖK50 fälschlich als Oberer Ameisbauer beschriftet) und Bucher (Nr. 12) samt Nebengebäuden, südlich benachbart vom Bucher lagen früher Stiengl und Zeiler.
Etwa 1 ½ km südlich davon liegt heute einsam im Wald der Hof Daser (Nr. 7), gut 60 Höhenmeter über dem Austritt des Griffenbachs in den Talboden des Gurktals. Der ehemals westlich benachbarte Kraggler und der einst knapp 300 m nordöstlich gelegene Grantner existieren nicht mehr.
Die übrigen zur Ortschaft Göschelsberg gehörenden Häuser liegen im Graben des Griffenbachs, südöstlich des Gemeindehauptorts Deutsch Griffen, an oder nahe der L64 Deutsch Griffner Straße. Dazu zählen der Thorbauer (Nr. 4), der Maierhofer (Mayerhof, Nr. 8) und mehrere Einfamilienhäuser.
Der Bogensportverein Göschelsberg betreibt in einem der linken Seitengräben des Griffenbachs einen 3D-Bogenparcours.

## Geschichte
Der Vulgoname Thorbauer (Nr. 4) weist zusammen mit jenem des benachbarten, bereits zur Ortschaft Deutsch Griffen gehörenden Thurnbauer auf einen nicht erhaltenen mittelalterlichen Wehrbau hin, der den Zugang vom Gurktal zum heutigen Gemeindehauptort Deutsch Griffen schützte.
Ab Gründung der politischen Gemeinden Mitte des 19. Jahrhunderts gehörte Göschelsberg zur Gemeinde Deutsch-Griffen. Im November 1906 brannte die Krukenkeusche ab. Bei der Kärntner Gemeindestrukturreform von 1973 kam der Ort an die damals neu errichtete Gemeinde Weitensfeld-Flattnitz, seit deren Auflösung 1991 gehört Göschelsberg wieder zur Gemeinde Deutsch-Griffen.

## Bevölkerungsentwicklung
Für die Ortschaft ermittelte man folgende Einwohnerzahlen:
- 1869: 7 Häuser, 48 Einwohner[4]
- 1880: 11 Häuser, 51 Einwohner[5]
- 1890: 7 Häuser, 37 Einwohner[6]
- 1900: 6 Häuser, 39 Einwohner[7]
- 1910: 8 Häuser, 59 Einwohner[8]
- 1923: 7 Häuser, 37 Einwohner[9]
- 1934: 58 Einwohner[10]
- 1961: 7 Häuser, 34 Einwohner[11]
- 2001: 12 Gebäude (davon 8 mit Hauptwohnsitz) mit 11 Wohnungen und 10 Haushalten; 30 Einwohner und 2 Nebenwohnsitzfälle; 2 Arbeitsstätten, 3 land- und forstwirtschaftliche Betriebe[12]
- 2011: 11 Gebäude, 30 Einwohner, 9 Haushalte, 3 Arbeitsstätten[13]
- 2021: 15 Gebäude, 31 Einwohner, 11 Haushalte, 3 Arbeitsstätten[14]